# Miraflores de la Sierra
Miraflores de la Sierra è un comune spagnolo di 3 928 abitanti situato nella comunità autonoma di Madrid.